# ماركوس ريستريبو
ماركوس ريستريبو هو رسام إكوادوري، ولد في 1961.